# Paul Pospiech

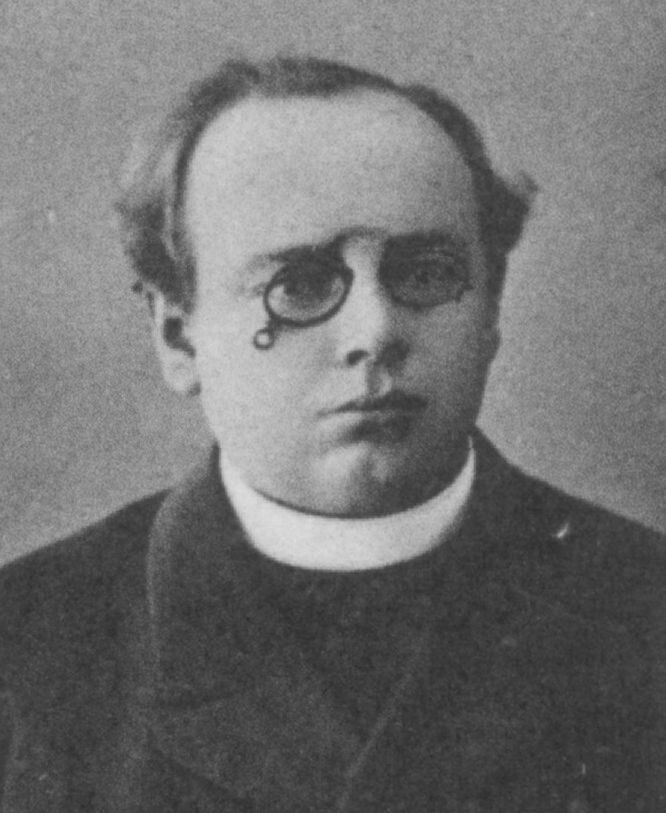
Paul Pospiech als Reichstagsabgeordneter 1912

Paul Pospiech, polnisch: Paweł Pośpiech, (* 22. Januar 1878 in Kokoschütz, Kreis Rybnik#Gemeinden, Provinz Schlesien; † 23. März 1922 in Pleß, Kreis Pleß, Provinz Oberschlesien) war ein deutsch-polnischer katholischer Geistlicher und Mitglied des Deutschen Reichstags.

## Leben
Paul Pospiech besuchte die Volksschule in Kokoschütz und das Gymnasium in Ratibor und legte dort 1899 das Abitur ab. Von 1899 bis 1902 studierte er Katholische Theologie an der Universität Breslau. 1903 wurde er in Breslau zum Priester geweiht. Er war Ehrenmitglied der polnischen Berufsgenossenschaft, Vizepräses des Bundes polnischer Gesangsvereine Oberschlesiens und Aufsichtsratsmitglied der Volksbank (Bank ludowy) in Kattowitz. Später war er Vikar und Kaplan in Kattowitz.
Von 1912 bis 1918 war er Mitglied des Deutschen Reichstags für den Wahlkreis Oppeln 7 (Pleß, Rybnik) und die Polnische Fraktion, nachdem der in der Hauptwahl doppelt gewählte Abgeordnete Mathias von Brudzewo-Mielzynski das Mandat nicht angenommen hatte.